# Miguel de Cervantes Saavedra
|  | «Cervantes» redirigeix aquí. Vegeu-ne altres significats a «Cervantes (desambiguació)». |

Miguel de Cervantes Saavedra (Alcalá de Henares, 29 de setembre de 1547 - Madrid, 22 d'abril de 1616) fou un escriptor castellà, conegut sobretot per la seva novel·la El Quixot. Es considera un dels autors més influents de la literatura universal, i les seves obres han inspirat adaptacions cinematogràfiques i han modificat la manera d'entendre la novel·la, especialment en l'àmbit hispànic i anglès. En homenatge a l'autor, el seu rostre figura a les monedes de fracció d'euro (10, 20 i 50 cts.) encunyades a Espanya.

## Biografia

### Infància i joventut
Es pensa que Miguel de Cervantes nasqué a Alcalá de Henares o a Alcázar de San Juan. El dia exacte del seu naixement és desconegut, però es diu que podia haver nascut el 29 de setembre, data en què se celebra la festa de l'arcàngel Sant Miquel, donada la tradició de rebre el nom del santoral. Miguel de Cervantes fou batejat a Alcalá de Henares (Espanya) el 9 d'octubre de 1547, a la parròquia de Santa Maria la Major.
Segons aquesta teoria, era fill de Rodrigo de Cervantes i de Leonor de Cortinas Sánchez. El seu pare, d'ascendència cordovesa i d'avantpassats gallecs, era cirurgià, ofici més semblant a l'actual practicant que a la nostra idea de metge. Segons Américo Castro, Daniel Eisenberg i altres cervantistes, l'escriptor tenia ascendència de jueu convers per ambdues línies familiars. Per contra, Jean Canavaggio afirma que no està provat, i ho compara amb els documents que recolzen, sense cap dubte, aquesta ascendència per a Mateo Alemán. De la seva mare, Leonor, pràcticament no se'n sap res. Els seus germans van ser Andrés (1543), Andrea (1544), Luisa (1546), que va arribar a ser priora d'un convent carmelita; Rodrigo (1550), també soldat, que el va acompanyar en el captiveri algerià; Magdalena (1554) i Juan, només conegut perquè el pare l'esmenta en el testament.

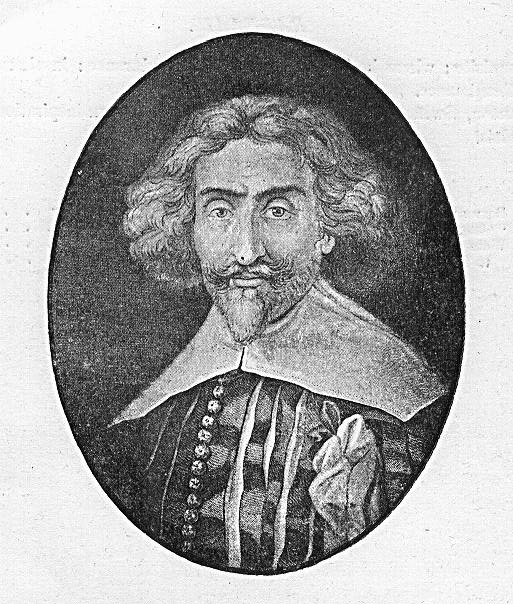
Miguel de Cervantes Saavedra

Cap al 1551, Miguel de Cervantes es traslladà amb la seva família a Valladolid. Per deutes, estigué empresonat uns quants mesos i els seus béns foren embargats. El 1556 es dirigí a Còrdova per recollir l'herència de Juan de Cervantes, avi de l'escriptor, i fugir dels creditors.
No existeixen dades precises sobre els primers estudis de Miguel de Cervantes, que, sens dubte, no arribaren a ser universitaris. Sembla que podia haver estudiat a Valladolid, Còrdova o Sevilla. També és possible que estudiés a la Companyia de Jesús, ja que en la novel·la El coloquio de los perros elabora una descripció d'un col·legi de jesuïtes que sembla una al·lusió a la seva vida estudiantil.
L'any 1566 s'estableix a Madrid. Assisteix a l'Estudi de la Vila, que regentava, en aquell temps, Juan López de Hoyos, un intel·lectual d'orientació erasmista, catedràtic de gramàtica i que el 1569 publicà un llibre sobre la malaltia i la mort de la reina Isabel de Valois, la tercera esposa de Felip II. López de Hoyos inclou en aquest llibre tres poesies de Cervantes, «nostre car i estimat deixeble». Aquestes són les seves primeres manifestacions literàries.
En aquests anys Cervantes es va afeccionar al teatre veient les representacions de Lope de Rueda i, segons declara en la segona part del Quixot, pel que sembla per boca del personatge principal, «se li anaven els ulls darrere de la faràndula».

### Viatge a Itàlia i la batalla de Lepant

La batalla de Lepant.

S'ha conservat una providència de Felip II que data de 1569, on mana capturar Miguel de Cervantes, acusat d'un confús esdeveniment: haver ferit en duel un tal Antonio Sigura, mestre d'obres. Si es tractés realment de Cervantes, aquest podria ser el motiu que el va fer traslladar a Itàlia. Va arribar a Roma el desembre del mateix any. Com es declara, entre altres llocs, a la seva novel·la El licenciado Vidriera, inclosa dins les Novelas ejemplares, això suposarà un particular enamorament de la literatura italiana. Allà, estant al servei del cardenal Giulio Acquaviva d'Aragona, va llegir els poemes cavallerescs de Ludovico Ariosto i els Diàlegs d'amor del jueu sefardita Lleó Hebreu (Yehuda Abrabanel), d'inspiració neoplatònica, que l'influiran sobre la seva idea de l'amor, especialment a La Galatea. Cervantes s'imbuirà de l'estil i l'art italians, i guardarà sempre un gratíssim record d'aquells estats, que apareixen, per exemple, a El licenciado Vidriera, una de les seves Novelas ejemplares, i es deixa sentir en diverses al·lusions de les seves altres obres.
Va seguir al servei de Giulio Acquaviva per Palerm, Milà, Florència, Venècia, Parma i Ferrara. Aviat ho deixà per ocupar la plaça de soldat en la companyia del capità Diego de Urbina, del terç de Miquel de Montcada. Va embarcar en la Galera Marquesa. El 7 d'octubre de 1571 va participar en la batalla de Lepant, «la más alta ocasión que vieron los siglos pasados, los presentes, ni esperan ver los venideros», com va escriure en el pròleg de la segona part de El Quixot, formant part de l'armada cristiana, dirigida per Joan d'Àustria, «hijo del rayo de la guerra Carles V, de felice memoria» i germanastre del rei, i on participava un dels marins més famosos de l'època, el Marqués de Santa Cruz, que residia a La Manxa, a Viso del Marqués. A la batalla de Lepant va resultar ferit al pit i al braç esquerre, amb un nervi seccionant, motiu pel qual li va quedar mancada de mobilitat (no li va ser amputada). D'aquí procedeix el sobrenom del manco de Lepanto.
El seu especial heroisme va ser destacat, ja que el dia de la batalla es trobava amb febre i el seu capità li havia recomanat de no sortir a coberta a lluitar. Amb tot, aquelles ferides no devien ser gaire greus, perquè després de sis mesos de permanència en un hospital de Messina, Cervantes va reprendre la seva vida militar, durant el 1572. Va intervenir en les expedicions navals de Navarino (1572), Corfú, Bizerte i Tunísia (1573), sempre sota el comandament del capità Manuel Ponce de León i en el regiment de Lope de Figueroa, que apareix a El alcalde de Zalamea, de Pedro Calderón de la Barca.
Després recorregué les principals ciutats de Sicília, Sardenya, Gènova i la Llombardia. Va romandre finalment dos anys a Nàpols, fins al 1575.

### Captiveri a Alger
Durant el seu retorn des de Nàpols a Espanya, a bord de la Galera Sol, una petita flota turca comandada per Arnaut Mami va captivar Miguel i el seu germà Rodrigo, el 26 de setembre de 1575. Van ser capturats a l'altura de Cadaqués o Palamós, i duts a Alger. Cervantes és adjudicat com esclau al renegat grec Dali Mami. El fet d'haver trobat en el seu poder les cartes de recomanació que portava de Don Joan d'Àustria i del duc de Sessa va fer pensar als seus captors que Cervantes era una persona molt important, pel qual podrien aconseguir un bon rescat. Van demanar cinc-cents escuts d'or per la seva llibertat.

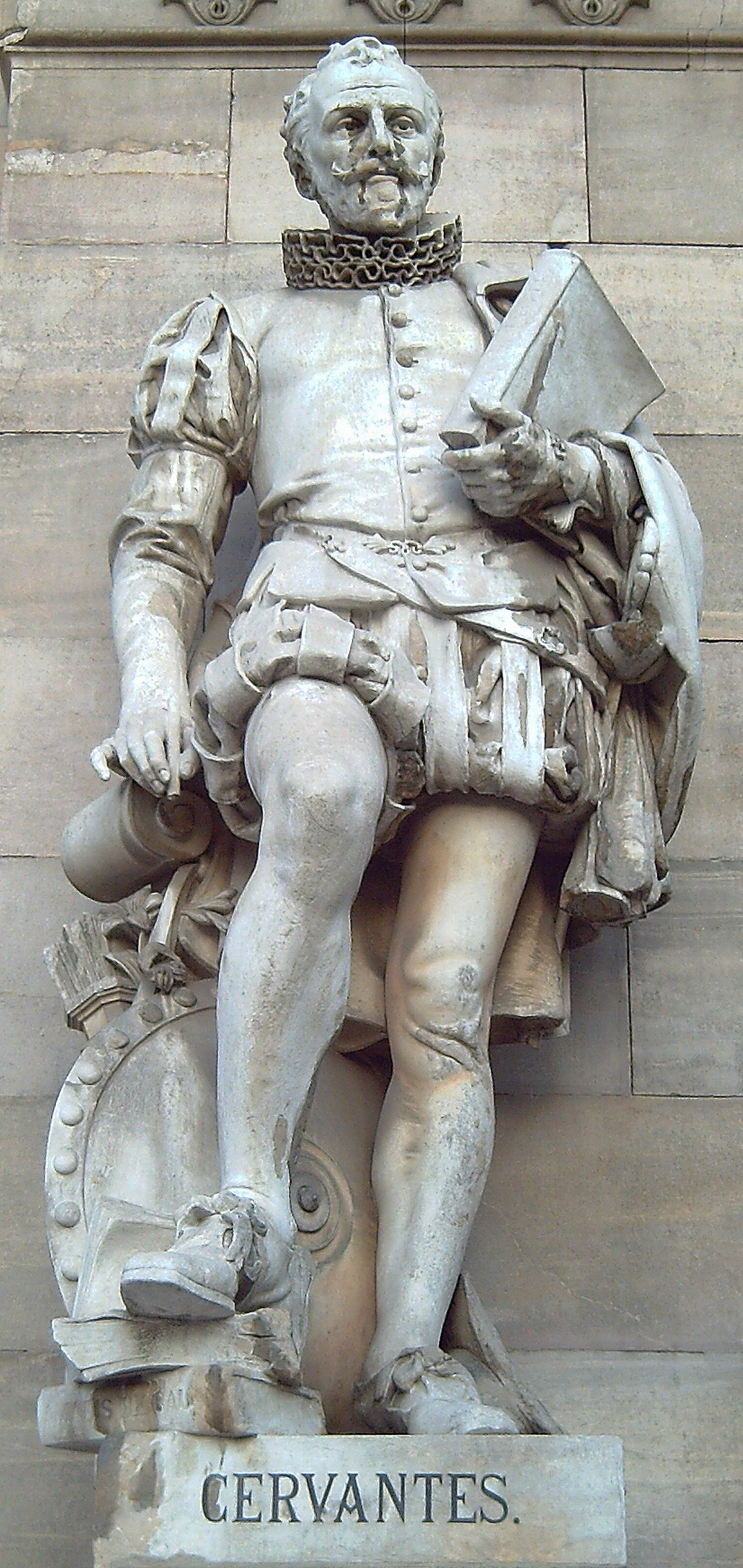
Estàtua de Miguel de Cervantes a la Biblioteca Nacional d'Espanya, obra de Joan Vancell i Puigcercós

En els cinc anys d'empresonament, Cervantes, un home amb un fort esperit i motivació, va provar d'escapar en quatre ocasions. Per evitar represàlies contra els seus companys de captiveri, es va fer responsable de tot davant els seus enemics. Preferia la tortura que la delació. Gràcies a la informació oficial i al llibre de fra Diego de Haedo Topografía e historia general de Argel (1612), tenim informació important sobre el captiveri. Aquestes notes es complementen amb les seves comèdies Los tratos de Argel, Los baños de Argel i el relato de la historia del Cautivo, que s'inclou a la primera part del Quixot, entre els capítols 39 i 41. Tanmateix, des de fa temps se sap que l'obra publicada per Haedo no era seva, fet que ell mateix reconeix. Segons Emilio Sola, el seu autor va ser Antonio de Sosa, benedictí company de captivitat de Cervantes i dialogista de la mateixa obra. Daniel Eisenberg ha llançat la hipòtesi que l'obra no és de Sosa, que no era escriptor, sinó del gran escriptor captiu a Alger, l'obra del qual mostra grans semblances amb els escrits de l'obra d'Haedo. Si és cert, l'obra d'Haedo deixa de ser confirmació independent de la conducta cervantina a Alger, i esdevé un més dels escrits del mateix Cervantes que enalteixen el seu heroisme.
El primer intent de fuga va fracassar, perquè el musulmà que havia de conduir Cervantes i els seus companys a Orà els va abandonar en la primera jornada. Els presos van haver de tornar a Alger, on van ser encadenats i vigilats més que abans. Mentrestant, la mare de Cervantes havia aconseguit reunir certa quantitat de ducats, amb l'esperança de poder rescatar els seus dos fills. El 1577 es van concertar els tractes, però la quantitat no era suficient per rescatar-los tots dos. Miguel va preferir que fos posat en llibertat el seu germà Rodrigo, que va tornar a Espanya. Rodrigo portava un pla elaborat pel seu germà per alliberar-lo juntament amb catorze o quinze companys més. Cervantes es va reunir amb els altres presos en una cova oculta, en espera d'una galera espanyola que vindria a recollir-los. La galera, efectivament, va arribar i es va intentar acostar dues vegades a la platja però, finalment, va ser capturada. Els cristians amagats a la cova també van ser descoberts, a causa de la delació d'un còmplice traïdor, anomenat el Dorador. Cervantes es va declarar com a únic responsable d'organitzar l'evasió i induir als seus companys. El bey (governador turc) d'Alger, Azán Bajá, el va tancar al seu «bany» o presidi, carregat de cadenes, on va romandre durant cinc mesos.
El tercer intent, el va traçar Cervantes amb la finalitat d'arribar per terra fins a Orà. Va enviar-hi un musulmà fidel amb cartes per a Martín de Córdoba, general d'aquella plaça i germà del general Alonso Fernández de Córdoba i Velasco, explicant-li el pla i demanant-li guies. Tanmateix, el missatger va ser pres i les cartes descobertes. El seu contingut demostrava que era el mateix Miguel de Cervantes qui ho havia tramat tot. Va ser condemnat a rebre dues mil garrotades, sentència que no es va complir perquè molta gent va intercedir per ell.
L'últim intent de fuga es va produir gràcies a una important suma de diners que li va entregar un mercader valencià que era a Alguer. Cervantes va adquirir una fragata capaç de transportar seixanta captius cristians. Quan tot estava a punt de solucionar-se, un dels que havien de ser alliberats, l'ex dominic doctor Joan Blanch de Pau, va revelar tot el pla a Azán Bajá. Com a recompensa, el traïdor va rebre un escut i una gerra de llard. El governador turc fou qui traslladà Cervantes a una presó més segura, en el seu mateix palau. Després, va decidir portar-lo a Constantinoble, on la fuga resultaria una empresa gairebé impossible de realitzar. De nou, Cervantes va assumir tota la responsabilitat.
El maig de 1580 van arribar a Alger els pares trinitaris -orde que s'ocupava d'alliberar captius, (fins i tot es canviaven per ells)- fra Antonio de la Bella i fra Juan Gil. Fra Antonio partí amb una expedició de rescatats. Fra Juan Gil, que només disposava de tres escuts, va intentar rescatar Cervantes, pel qual se n'exigien cinc. El frare es va ocupar de recol·lectar entre els mercaders cristians la quantitat que faltava. L'aconseguí quan Cervantes ja estava embarcat en una de les galeres en què Azán Bajá salparia rumb a Constantinoble, lligat amb dues cadenes i un grilló. Gràcies als 500 escuts tan àrduament reunits, Cervantes fou alliberat el 19 de setembre de 1580. El 24 d'octubre va tornar, per fi, a Espanya amb altres captius també rescatats. Va arribar a Dénia, des d'on es va traslladar a València. Entre novembre i desembre tornà amb la seva família a Madrid.

### Retorn a Espanya

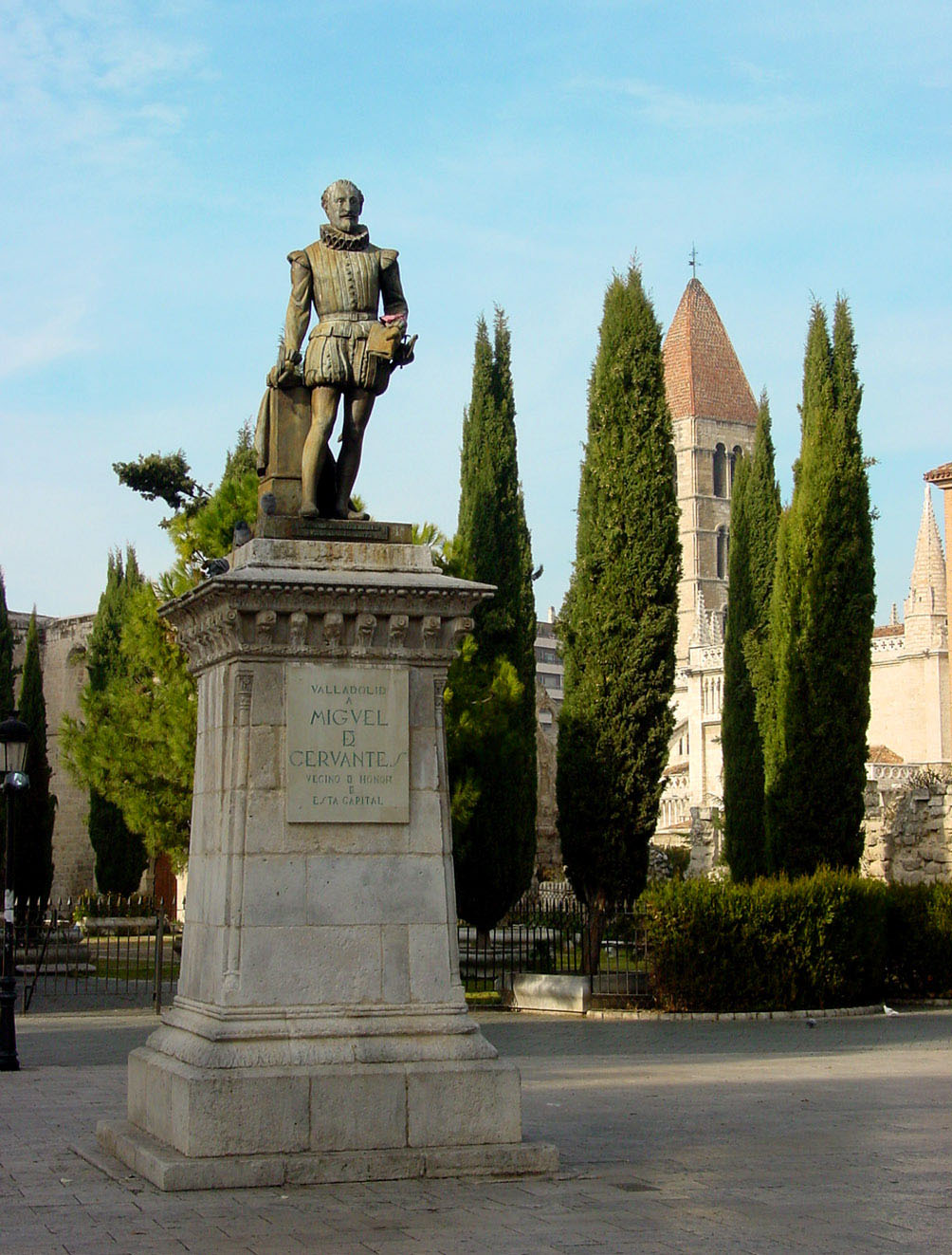
Estàtua de Cervantes a la Plaça de la Universitat de Valladolid

El maig de 1581 Cervantes es va traslladar a Portugal, on llavors hi havia la cort de Felip II, amb el propòsit de trobar alguna cosa amb el que refer la seva vida i pagar els deutes que havia obtingut la seva família pel rescat d'Alguer. Li encomanaren una comissió secreta a Orà, ja que ell tenia molts coneixements de la cultura i costums del nord d'Àfrica. Per aquest treball va rebre 50 escuts. Va tornar a Lisboa i a finals d'any arribà a Madrid. El febrer de 1582, sol·licità un lloc de treball vacant a les Índies, però no l'obtingué. En aquests anys, l'escriptor té relacions amoroses amb Ana Villafranca (o Franca) de Rojas, la dona d'Alonso Rodríguez, un taverner. D'aquest amor va néixer una filla, que ell va reconèixer, que es va anomenar Isabel de Saavedra.
El 12 de desembre de 1584, contreu matrimoni amb Catalina de Salazar i Palacios en el poble toledà de Esquivias, d'on era la seva dona i els vins del qual va lloar. Catalina era una jove que no arribava als vint anys i que va aportar un petit dot. Aquest matrimoni no reeixí. Es van separar al cap de dos anys, sense haver tingut fills. Cervantes mai parla de la seva dona en la gran quantitat de texts autobiogràfics que va escriure, tot i que va ésser ell qui va estrenar en la literatura espanyola el tema del divorci, aleshores impossible en un país catòlic, amb l'entremès El juez de los divorcios. Se suposa que el matrimoni va ser infeliç, encara que en aquest entremès sosté que «más vale el peor concierto / que no el divorcio mejor». Després de la separació, Cervantes començà els seus extensos viatges per Andalusia.
És molt probable que entre els anys 1581 i 1583 Cervantes escrigués La Galatea, la seva primera obra literària en volum i transcendència. Es va publicar a Alcalá de Henares el 1585. Fins llavors només havia publicat algunes composicions en llibres aliens, en romancers i cançoners, que reunien produccions de diversos poetes.

### Últims anys

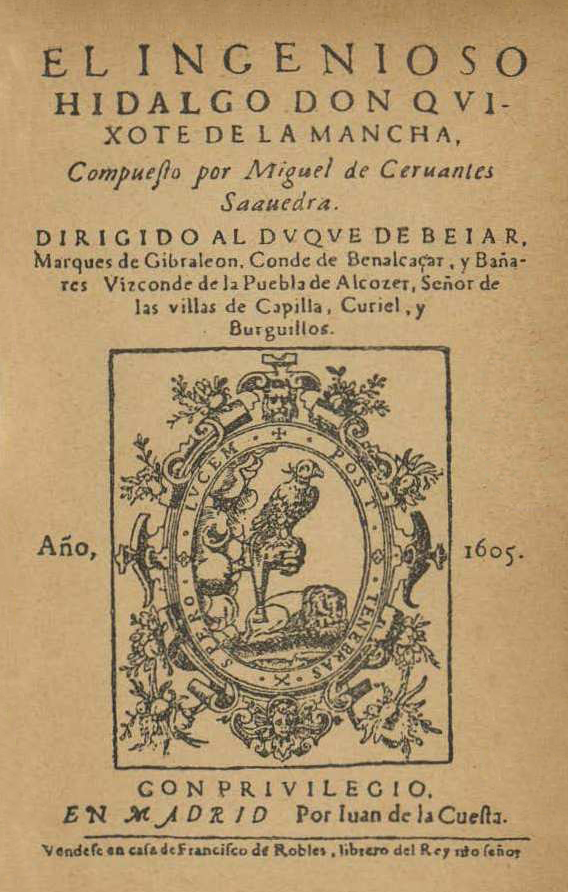
Quarta edició dEl Quixot (1605)

El 1587, viatjà a Andalusia com a comissari de provisions de l'Armada Invencible. Durant aquests anys, recorre una vegada i una altra el camí que va des de Madrid a Andalusia, passant per Castella-la Manxa. Aquest és l'itinerari de Rinconete y Cortadillo.
S'establí a Sevilla. Posteriorment, treballà com a cobrador d'imposts, ocupació que li va comportar nombrosos problemes i disputes, ja que era l'encarregat d'anar casa per casa recaptant imposts, que la seva majoria anaven destinats a cobrir les guerres en què Espanya estava immersa. És empresonat el 1597 a la Presó Reial de Sevilla, després de la fallida del banc on dipositava la recaptació. Suposadament Cervantes s'havia apropiat de diners públics i fou descobert després de ser trobades diverses irregularitats en els comptes que portava.
L'any 1613 va ingressar al Tercer Orde de Sant Francesc. El 22 d'abril de 1616 va morir. Va ser enterrat, amb l'hàbit franciscà, al convent de les trinitàries de Madrid.

## El Quixot

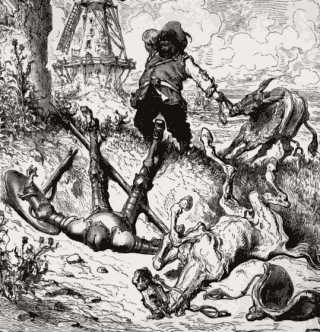
Don Quixot i Sancho després del fallit atac als molins de vent. Per Gustave Doré

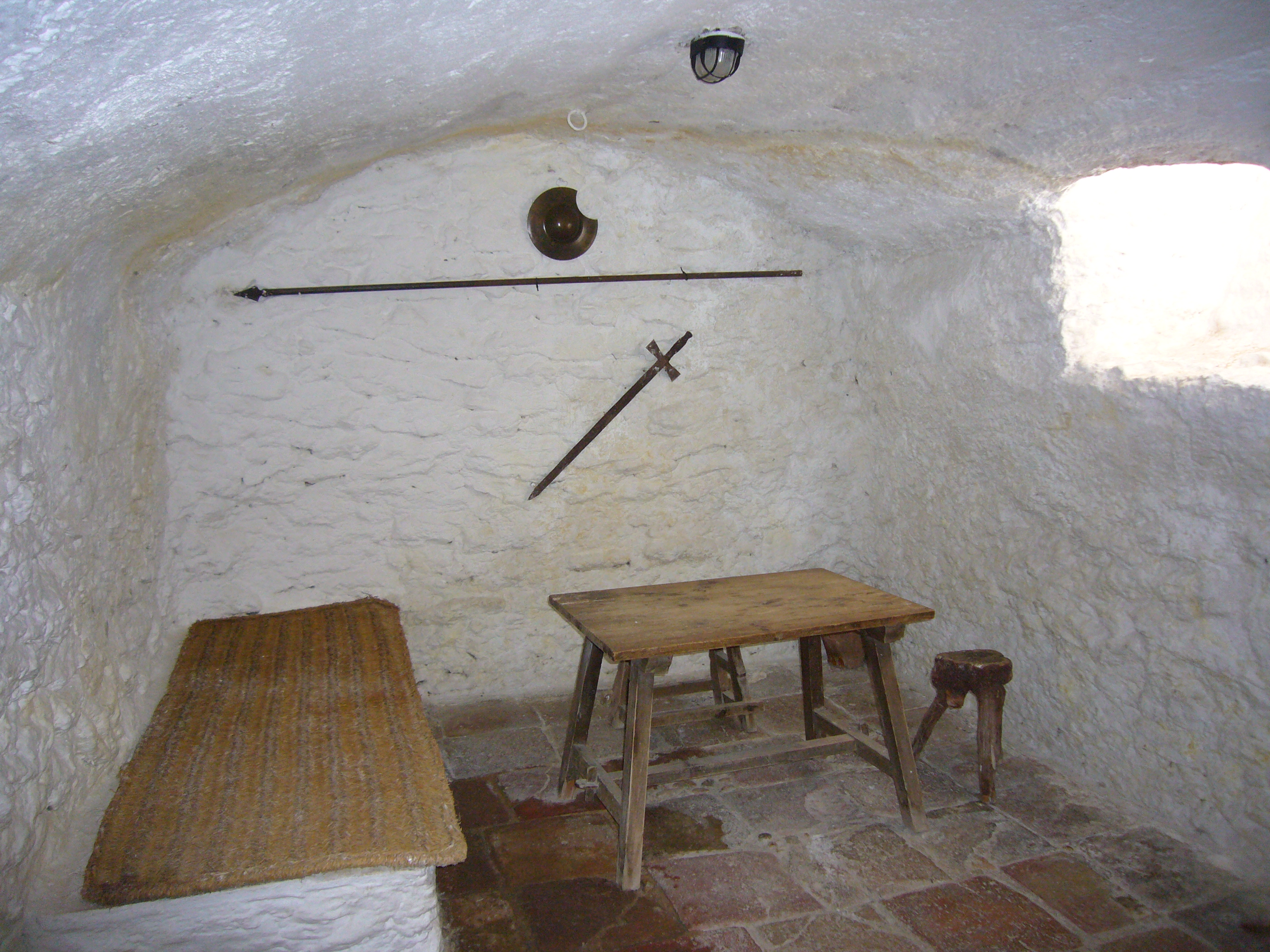
Interior del casalot dels Medrano a Argamasilla de Alba on algunes tesis sostenen que va estar pres Cervantes

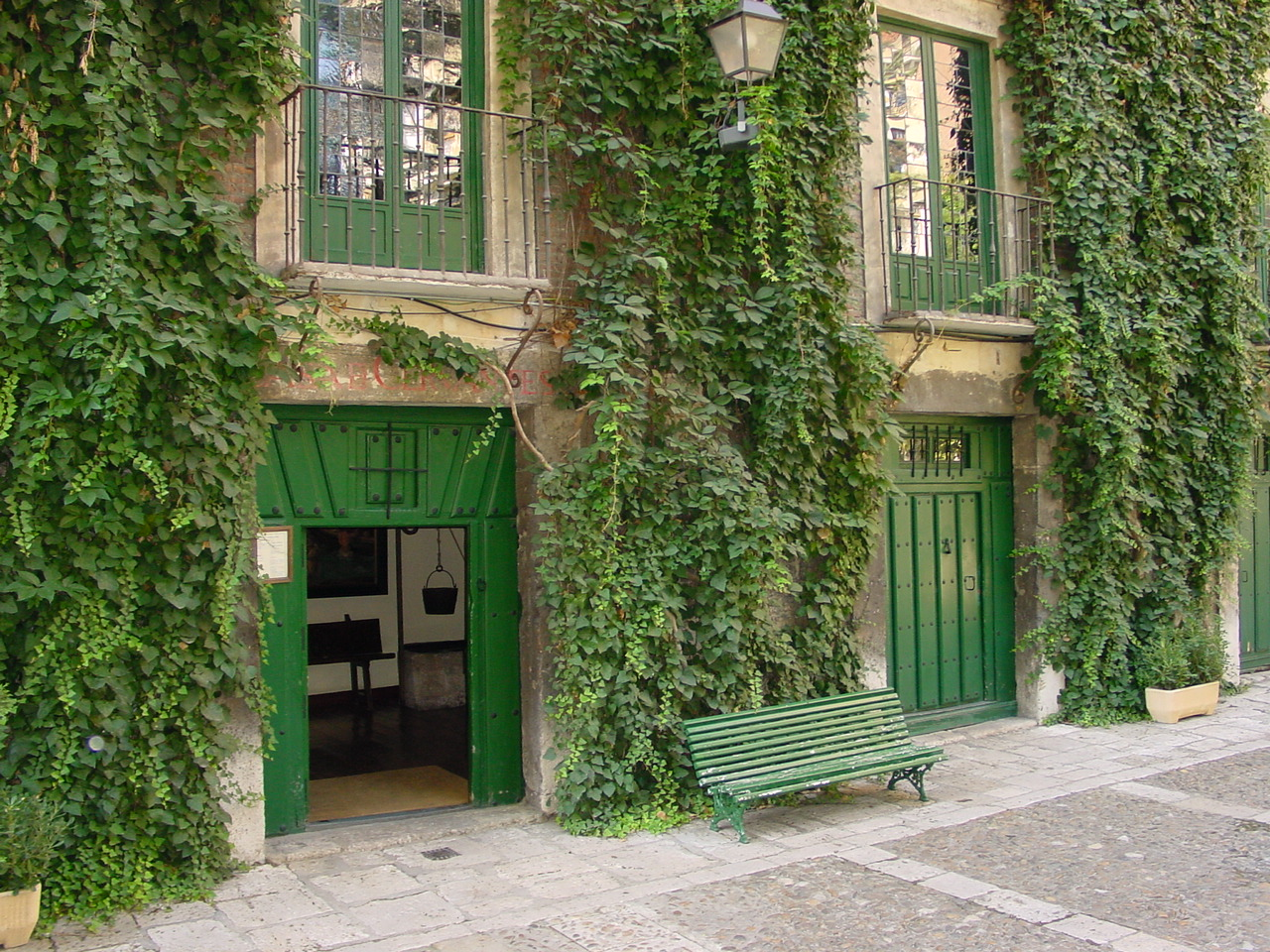
Casa que va ocupar l'escriptor a Valladolid entre els anys 1604 i 1606 i que coincidiria amb la publicació de la primera edició de El Quixot, en 1605. Actualment és un museu.

A la presó «engendra» El ingenioso hidalgo Don Quijote de la Mancha, segons diu el pròleg d'aquesta mateixa obra. No se sap si amb aquest terme va voler dir que va començar a escriure mentre estava pres o, simplement, que allà se li va ocórrer la idea.
L'altre empresonament documentat de Cervantes va ser molt breu, a Castro del Río (Còrdova). No consta oficialment que hagués estat mai a la cova de Medrano, a Argamasilla de Alba.
El 1604 s'instal·là a Valladolid - des de 1601 a la Cort Reial de Felip III -, i el 1605 publicà la primera part de la que seria la seva principal obra: El ingenioso hidalgo Don Quijote de la Mancha.

## Llegat artístic

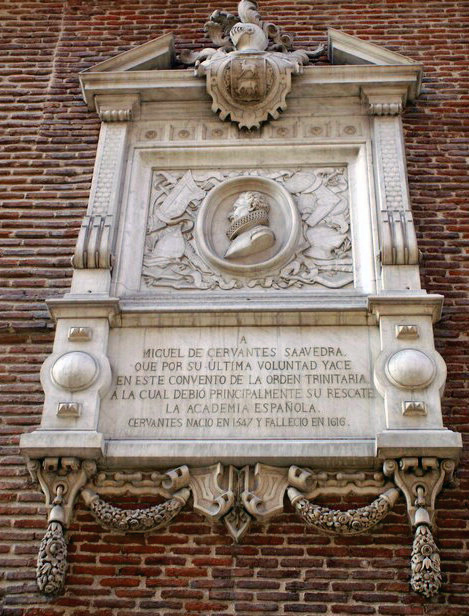
Placa esculpida dedicada a Miguel de Cervantes on va ser enterrat. Es troba a la façana al carrer Lope de Vega del Monestir de San Ildefonso i San Juan de la Mata, a Madrid.

Entre les dues parts de Don Quixot, apareixen el 1613 les Novelas ejemplares. Són un conjunt de dotze narracions breus, compostes algunes d'elles molts anys abans. La seva font és pròpia i original. En elles explora diferents fórmules narratives com la sàtira lucianesca (El coloquio de los perros), la novel·la picaresca (Rinconete y Cortadillo), la miscel·lània (El licenciado Vidriera), la novel·la bizantina (La española inglesa, El amante liberal) o, fins i tot, la novel·la policíaca (La fuerza de la sangre). D'algunes, com per exemple El celoso extremeño, se'n conserva una segona redacció testimoniada pel manuscrit anomenat de Porras de la Cámara, descobert el segle xix. Només aquesta col·lecció de novel·les hauria pogut en si mateixa haver-li creat un lloc molt destacat a la història de la literatura castellana.
La crítica literària va ser una constant en la seva obra. Apareix a La Galatea, El ingenioso hidalgo Don Quijote de la Mancha, Viaje al Parnaso (1614), extens poema en tercets encadenats. El 1615, publica Ocho comedias y ocho entremeses nuevos nunca representados, però el seu drama més popular avui, La Numancia, més que El Tracte d'Alger, quedà inèdit fins al segle xviii.
Un any després de la seva mort, apareix la novel·la Els treballs de Persiles i Sigismunda. Cervantes, tot just dos dies abans de morir, l'havia deixat amb una dedicatòria a Pedro Fernández de Castro y Andrade, VII Comte de Lemos, el seu mecenes durant anys, i a qui també havia dedicat la segona part del Quixot i les Novel·les exemplars.
El Persiles és una novel·la bizantina que, segons l'autor, pretenia competir amb el model clàssic grec d'Heliodor; va tenir èxit, ja que va conèixer algunes edicions més en la seva època, però va ser oblidada i enfosquida pel triomf indiscutible del Don Quixot. Cervantes utilitza un grup de personatges com a fil conductor de l'obra, en comptes de dos. Anticipa, a més, l'anomenat realisme màgic donant entrada a alguns elements fantàstics. En certa manera, cristianitzar el model original utilitzant el tòpic del homo Viator, assolint el clímax al final de l'obra amb l'anagnòrisi dels dos enamorats principals, anomenats fins aleshores Periandro i Auristela, a la ciutat santa de Roma: 
| « | Les nostres ànimes, com tu bé saps i com aquí m'han ensenyat, sempre estan en continu moviment i no poden aturar sinó en Déu, com en el seu centre. En aquesta vida els desitjos són infinits i uns s'encadenen d'altres i s'uneixen i van formant una cadena que potser arriba al cel i tal se sumi a l'infern. | » |

En realitat, el Persiles és una novel·la d'estructura i intencions molt complexes que espera encara una interpretació satisfactòria.
La influència de Cervantes en la literatura universal ha estat tal, que la mateixa llengua espanyola sol ser anomenada la llengua de Cervantes.

## La seva vida artística
Entre les seves obres dramàtiques destaquen especialment els seus Entremeses, notables per la seva comicitat, l'original creació i caracterització de personatges, que no exclou la inspiració popular, i la cosmovisió que se'n desprèn. Entre les seves obres dramàtiques majors, es considera la seva obra mestra la Tragedia de la destrucción de Numancia, encara que són també importants Pedro de Urdemalas, El rufián dichoso, Los baños de Argel i El trato de Argel. En algunes d'aquestes obres, com per exemple Tragedia de la destrucción de Numancia, apareixen elements al·legòrics, que ell anomenava «figures morals».

## Obra de Cervantes

### Novel·la
Miguel de Cervantes va conrear, però a la seva original manera, els gèneres narratius habituals en la segona meitat del segle xvi: la novel·la bizantina, la novel·la pastoral, la novel·la picaresca, la novel·la morisca, la sàtira lucianesca i la miscel·lània. Var renovar un gènere, la novel·la, que s'entenia aleshores a la italiana com un relat breu, exempt de retòrica i de major transcendència.
Ordre cronològic
- La Galatea (1585)
- El ingenioso hidalgo Don Quijote de la Mancha (1605)
- Novelas ejemplares (1613)
- Segona part de l'enginyós cavaller don Quixot de la Manxa (1615)
- Los trabajos de Persiles y Sigismunda (1617)

### Poesia
Cervantes va voler ser poeta, encara que va arribar a dubtar de la seva capacitat, com ell mateix va dir abans de la seva mort a Viaje al Parnaso: 
|   | \| « \| Yo que siempre trabajo y me desvelo por parecer que tengo de poeta la gracia que no quiso darme el cielo. \| » \| |   |
| « | Yo que siempre trabajo y me desvelo por parecer que tengo de poeta la gracia que no quiso darme el cielo.                 | » |

S'han perdut o no s'han identificat quasi tots els versos que no estaven inclosos a les seves novel·les o en les seves obres teatrals; encara que tot i que se l'anomena inventor dels versos de terme trencat, en realitat no fou ell. Cervantes declara haver compost un gran nombre de romanços, entre els quals n'estimava especialment un sobre la gelosia. En efecte, cap a 1580 va participar amb altres grans poetes contemporanis com Lope de Vega, Góngora o Quevedo en la imitació dels romanços antics que va donar origen al Romancero nuevo, anomenat així enfront del tradicional Romancero viejo del segle xv, el qual era anònim.
Inicia la seva obra poètica amb les quatre composicions dedicades a Exequias de la reina Isabel de Valois. Altres poemes van ser: A Pedro Padilla, A la muerte de Fernando de Herrera i A la Austriada de Juan Rufo. Com a poeta, però, destaca en el to còmic i satíric, i les seves obres mestres són els sonets Un valentón d'espátula i greguesco i Al túmulo del rey Felipe II, del qual es van fer famosos els darrers versos: 
|   | \| « \| Caló el chapeo, requirió la espada, miró al soslayo, fuese, y no hubo nada. \| » \| |   |
| « | Caló el chapeo, requirió la espada, miró al soslayo, fuese, y no hubo nada.                 | » |

L’Epístola a Mateo Vázquez és una falsificació escrita per l'erudit decimonònic Adolfo de Castro, com també ho és el fulletó en prosa El buscapié, una vindicació del Quixot escrita també per aquest erudit. Assentà algunes innovacions en la mètrica, com la invenció de l'estrofa anomenada ovillejo, i l'ús del sonet amb estrambot.

#### Viaje del Parnaso
L'únic poema narratiu extens de Cervantes és el Viaje del Parnaso (1614). Està format per tercets encadenats, on l'autor critica uns quants poetes espanyols, satiritzant-ne alguns i elogiant els altres.
És escrit, com diu el mateix Cervantes, a imatge i semblança del Viaggio di Parnaso (1578) de Cesare Caporali di Perugia. Narra de manera autobiogràfica en vuit capítols un viatge al mont Parnàs, a bord d'una galera menada per Mercuri, en la qual alguns poetes elogiats miren de defensar-lo davant els poetastres o mals poetes. Reunits a la muntanya amb Apol·lo, surten airosos de la batalla i el protagonista torna a la seva llar. L'obra es completa amb l’Adjunta al Parnàs, on Pancracio de Roncesvalles lliura a Cervantes dues epístoles d'Apol·lo.

### Teatre

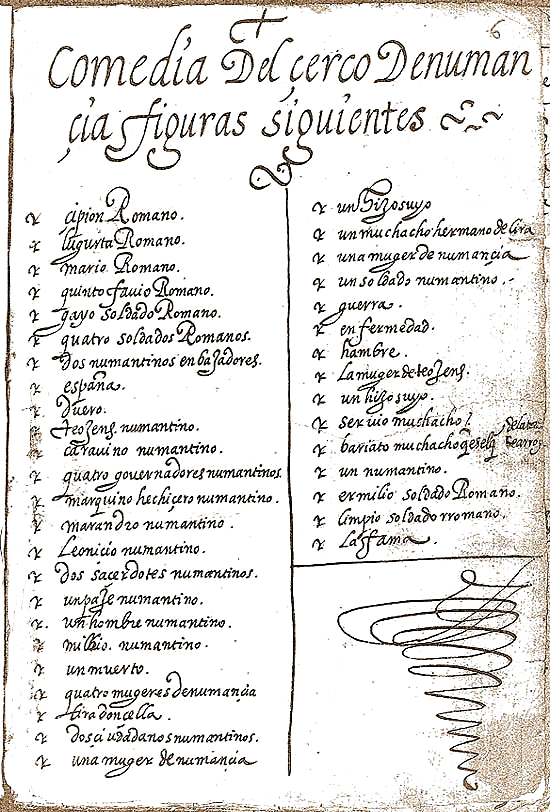
Foli inicial de la Comèdia del setge de Numància, manuscrit 15.000 de la Biblioteca Nacional d'Espanya.

Tenint en compte les seves penúries econòmiques, el teatre va ser la gran vocació de Cervantes. Escriu que quan era un vailet «els ulls se li n'anaven darrere el carro dels comediants» i que va assistir a les austeres representacions de Lope de Rueda. Tanmateix l'èxit que va tenir, car les seves obres es van representar «sin ofrenda de pepinos» (sense que li llancessin tomates), com diu en el pròleg de les seves Ocho comedias y ocho entremeses nunca representados, va ser efímer davant de la nova fórmula dramàtica de Lope de Vega, més audaç i moderna que la seva, que va fer als empresaris desestimar les comèdies cervantines i preferir les del seu rival. El teatre de Cervantes posseïa un fi moral, incloïa personatges al·legòrics i procurava sotmetre's a les tres unitats aristotèliques d'acció, temps i lloc, mentre que el de Lope trencava amb aquestes unitats i era moralment més desvergonyit i desimbolt, i les seves obres eren més ben versificades. Cervantes mai no va poder suportar aquest fracàs i es va mostrar disgustat amb el nou teatre de Lope a la primera part del Quixot, on el caràcter teatral apareix ben assentat a causa de l'abundància de diàlegs i de situacions del tipus d'entremès que deixen entreveure la trama. I és, en efecte, l'entremès el gènere dramàtic on llueix en tota la seva esplendor el geni dramàtic de Cervantes, de manera que es pot dir que al costat de Luis Quiñones de Benavente i Francisco de Quevedo Cervantes és un dels millors autors del gènere, el qual va aportar una major profunditat en els personatges, un humor inimitable i de més importància i transcendència en la temàtica. Que existia interconnexió entre el món teatral i el narratiu de Cervantes ho demostra que, per exemple, el fet que el tema de l'entremès d’El viejo celoso aparegui a la novel·la exemplar d’El celoso extremeño. Altres vegades apareixen personatges semblants a Sancho Panza, com en l'entremès de l'Elección de los alcaldes de Daganzo, on el protagonista és tan bon tastavins de vins com Sancho. El barroc tema de l'aparença i la realitat es mostra a El retablo de las maravillas, on s'adapta el conte medieval de Don Juan Manuel (que Cervantes coneixia i havia llegit en una edició contemporània) del rei nu i se li dona un contingut social. El juez de los divorcios tocava també la biografia de Cervantes, i arriba a la conclusió que «más vale el peor concierto / que no el divorcio mejor». També tenen interès els entremesos de El rufián viudo, La cueva de Salamanca, El vizcaíno fingido i La guarda cuidadosa. Per als seus entremesos, Cervantes adopta tant la prosa com el vers, i se n'hi atribueixen alguns altres, com el Los habladores.
En les seves peces majors el teatre de Cervantes ha estat injustament poc apreciat i representat, a excepció de la que es considera l'exemple més acabat d'imitació de les tragèdies clàssiques: El cerco de Numancia, també titulada La destrucción de Numancia, on s'escenifica el tema patriòtic del sacrifici col·lectiu davant el setge del general Escipió i on la fam pren la forma de patiment existencial, afegint-s'hi figures al·legòriques que profetitzen un futur gloriós per a Espanya. Es tracta d'una obra on la providència que sembla representa el mateix paper que tenia per a l'Enees escapat de la Troia incendiada de Virgili. Semblant inspiració patriòtica posseeixen altres comèdies, com La conquista de Jerusalén, descoberta recentment. Altres comèdies seves tracten el tema, que tan directament va patir l'autor i al que fins i tot es fa al·lusió a un passatge de la seva última obra, Persiles, del captiveri a Alger, com Los baños de Argel, Los tratos de Argel, La gran sultana i El gallardo español, on també s'ha volgut trobar la denúncia de la situació dels antics soldats com el mateix Cervantes. De tema més novel·lesc són La casa de los celos y selvas de Ardenia, El laberinto de amor i La entretenida. Pedro de Urdemalas i El rufián dichoso són de caràcter picaresc.
Cervantes va reunir les seves obres no representades en Ocho comedias y ocho entremeses nunca representados. A més, es conserven altres obres en manuscrit: Los tratos de Argel, El gallardo español, La gran sultana i Los baños de Argel.

## Obres perdudes i atribuïdes[17]
Cervantes va esmentar altres obres que estava escrivint o pensava escriure, així com diverses comèdies seves que havien estat representades amb èxit, els texts de les quals s'han perdut.
Entre les obres que s'ignora si va arribar a escriure o a completar cal esmentar la segona part de La Galatea, El famós Bernardo (potser un llibre de cavalleries referit a Bernardo del Carpio) i Las semanas del jardín. També és possible que pensés escriure una continuació del llibre de cavalleries Belianís de Grecia.
Les obres de teatre perdudes que Cervantes anomena són La gran Turquesca, La batalla naval, La Jerusalén, La Amaranta o la del Mayo, El bosque amoroso, La única, La bizarra Arsinda y La Confusa, que el 1627 encara figurava en el repertori de l'autor Juan Acacio. També era seva una comèdia anomenada El trato de Constantinopla y muerte de Selim.
Hi ha diverses obres que s'han atribuït a Cervantes, amb variat fonamental. Entre les més conegudes cal esmentar: 
- La tía fingida, narració de l'estil de les Novellas Ejemplares.
- Diálogo entre Cilenia i Selanio sobre la vida en el campo, que se suposa que és un fragment de l'obra perduda de Cervantes Las semanas del jardín.
- Auto de la soberana Virgen de Guadalupe, auto sacramental relatiu a la troballa de la imatge de Nostra Senyora de Guadalupe.
- La Topografia e historia general de Argel, obra editada i publicada a Valladolid, el 1612, per fra Diego de Haedo, abat de Frómista, del qual se sap que no n'era l'autor. En realitat l'obra va ser escrita pel clergue portuguès i amic de Cervantes, el doctor Antonio de Sosa, mentre estava captiu a Alger entre 1577 i 1581. L'erudit Sosa va ser molt amic del jove Cervantes durant el captiveri d'ambdós a Berberia el 1570. Sosa va ser el primer biògraf de Cervantes. El seu relat sobre l’«episodi de la cova», en el qual descriu el segon intent d'escapament de Cervantes de la seva presó algeriana, apareix en el seu Diálogo de los mártires de Argel.

El 1992, l'hispanista italià, Stefano Arata, publicà el text d'un manuscrit de l'obra teatral La conquista de Jerusalén por Godofre de Bullón. Un article precedeix el drama en el qual Arata pretén haver trobat La Jerusalén perduda cervantina. El 1997 un altre article va continuar l'estudi. Des de llavors, s'ha publicat virtualment com a obra atribuïda, i el 2009 en va aparèixer una edició crítica impresa per Cátedra Letras Hispanas. El 2010, Dr Aaron M. Kahn exposà una teoria d'atribució demostrant que de tots els candidats a l'autoria del drama, Cervantes era el que tenia més probabilitats. Però sense cap prova definitiva, aquesta obra segueix essent «atribuïda» a Cervantes.

## Cervantes en altres obres de creació

### En la música
- Don Chisciotte in Sierra Morena (1719), òpera còmica de Francesco Bartolomeo Conti.
- Les folies des Cardenio (1721), ballet de cour de Michel Richard de Lalande, sobre un episodi de Don Quijote.
- Don Chisciotte in corte della duchessa (1727), òpera "serioridicola" de Pasquini, amb música d'Antonio Caldara.
- Don Quichotte chez la Duchesse (1743), ballet amb cançons de Joseph Bodin de Boismortier.
- Il curioso del suo proprio danno (1756), òpera bufa d'Antonio Palomba sobre Don Quijote, amb música de Niccolò Piccinni.
- Don Quichotte auf der Hochzeit des Camacho (1761), òpera de Georg Philipp Telemann.
- Don Quichotte, suite orquestral de Georg Philipp Telemann
- Don Quixote (1774), afterpiece de D. J. Piguenit amb música de Samuel Arnold.
- Die Hochzeit des Camacho (1827), òpera de Felix Mendelssohn sobre un episodi del Quixot.
- Il furioso all'isola di San Domingo (1833), òpera de Gaetano Donizetti sobre un episodi del Quixot.
- Don Quijote (1861), sarsuela de Francisco Asenjo Barbieri.
- Combate de Don Quijote contra las ovejas (1869), scherzo orquestral de Ruperto Chapí.
- Dom Quixot (1869), ballet amb música de Ludwig Minkus coreografiat per Màrius Petipà.
- Don Quichotte (1874), música incidental de Jacques Offenbach per a l'obra de Victorien Sardou.
- Don Quixote (1898), poema simfònic de Richard Strauss.
- La venta de Don Quijote (1902), sarsuela de Ruperto Chapí amb llibret de Carlos Fernández Shaw, on apareix Cervantes com a personatge.
- Der fahrende Schüler (1906), música per a l'obra de teatre La cueva de Salamanca d'Edgar Istel; en 1919 n'estrenà una nova versió com a Maienzauber.
- Don Quichotte (1910), òpera de Jules Massenet.
- Una aventura de don Quijote (1915), poema simfònic de Jesús Guridi.
- El retablo de Maese Pedro (1923), òpera de Manuel de Falla.
- Don Quijote velando las armas (1924), poema simfònic d'Òscar Esplà.
- El huésped del sevillano (1926), sarsuela de Jacinto Guerrero, amb llibret de Juan Ignacio Luca de Tena i Enrique Reoyo, on Cervantes és un personatge i basada en La ilustre fregona.
- Banda sonora de Jacques Ibert per a Don Quichotte, pel·lícula dirigida per G. W. Pabst (1933).
- Don Quichotte à Dulcinée (1932-1934), cicle de tres cançons de Maurice Ravel sobre textos de Paul Morand.
- Don Quixote (1941-1942), ballet de Robert Gerhard.
- Ritratto di Don Chisciotte (1947), ballet d'Aurel Milloss amb música de Goffredo Petrassi.
- Il cordovano (1949), òpera de Goffredo Petrassi amb llibret d'Eugenio Montale.
- Ausencias de Dulcinea (1948), obra simfònica de Joaquín Rodrigo.
- Don Chisciotte (1952), òpera en sis escenes de Vito Frazzi, amb llibret del mateix Frazzi sobre Cervantes i Miguel de Unamuno.
- Il nozze di Camaccio (1953), intermezzo de Vito Frazzi i E. Riccioli.
- Don Quixote (1960), simfonia de Gara Garayev
- Don Quixote (1964), ballet amb música de Nicolas Nabokov.
- Man of La Mancha (1965), musical amb música de Mitch Leigh.
- Don Quijote (1999), òpera de Cristóbal Halffter.
- D. Q. (2000), òpera de José Luis Turina, sobre Don Quijote.

### En el cinema i la televisió
- Cervantes, dirigida per Vincent Sherman (1969), amb Horst Buchholz en el paper de Cervantes, acompanyat de Francisco Rabal, Gina Lollobrigida i José Ferrer.[18]

- Cervantes sèrie espanyola de televisió, emesa per TVE el 1981.
- Miguel i William, dirigida per Inés París (2007). Juan Luis Galiardo és l'encarregat d'encarnar Miguel de Cervantes i Will Kemp a William Shakespeare.[19]

## Curiositats
- Se sol dir que Miguel de Cervantes i William Shakespeare van morir el mateix dia. Tanmateix, es tracta d'una dada errònia, ja que, encara que van morir en la mateixa data, al Regne Unit s'usava el calendari julià, mentre que a Espanya ja s'havia adoptat el calendari gregorià.[20]
- El Primer Ministre d'Israel David Ben-Gurion va aprendre espanyol per poder llegir el Quixot de la Manxa en la llengua original.[21]
- No hi ha retrats contemporanis de Cervantes. Només hi ha pintures basades en les descripcions físiques que el mateix autor va escriure.[22]
- El llibre «Gais i lesbianes de la història de Catalunya» (Llibres de l'Índex, 2008) d'Albert Torras i Corbella l'incloïa com un possible català i homosexual, atenent diverses teories anteriors.[1]